# Secretaria Antidrogas Municipal de Curitiba
A Secretaria Antidrogas Municipal de Curitiba (SAM) foi um órgão público independente do município de Curitiba, estado do Paraná. 
Criada em 4 de abril de 2008 pela Lei Municipal n° 12.666/08 com o objetivo de reinserção social dos dependentes e ações de prevenção às drogas e a violência gerada neste meio.
A Secretaria Antidrogas foi uma das entidades da prefeitura de Curitiba destinadas a dar suporte técnico na área de segurança objetivando os eventos que ocorreram na cidade em decorrência da Copa do Mundo FIFA 2014

## Extinção como secretaria independente
Em março de 2014, o então prefeito Gustavo Fruet sancionou a lei que extinguiu a Secretário Antidrogas e incorporou sua estrutura à Secretaria Municipal de Defesa Social. 